# Blancafort (Cher)
Blancafort é uma comuna francesa na região administrativa do Centro, no departamento Cher. Estende-se por uma área de 66,07 km². Em 2010 a comuna tinha 1 050 habitantes (densidade: 15,9 hab./km²).